# James Furman Kemp

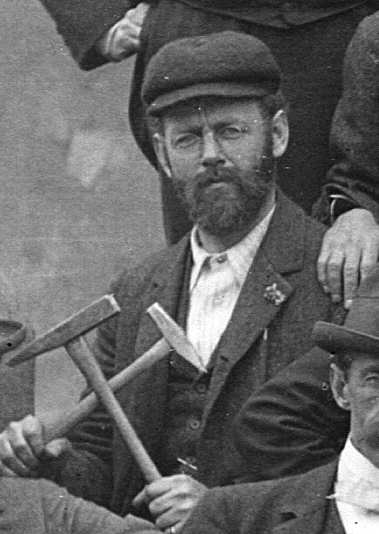
James Furman Kemp

James Furman Kemp (*  14. August 1859 in New York City; † 17. November 1926 in Great Neck, Long Island) war ein US-amerikanischer Geologe und Petrograph.

## Leben
Kemp studierte am Amherst College mit dem Bachelor-Abschluss 1881 und an der School of Mines der Columbia University mit dem Abschluss als Ingenieur 1884. Danach war er noch zum Aufbau-Studium in Deutschland. 1886 wurde er Instructor und später Assistant Professor für Geologie an der Cornell University und 1891 Adjunct Professor und 1892 nach dem Tod von John Strong Newberry Professor für Geologie an der Columbia University.
Er befasste sich mit Petrologie von magmatischen Gesteinen (zum Beispiel in den Adirondacks) und dem Ursprung von Erzlagerstätten. Als Petrograph war er von J. Francis Williams beeinflusst. Ab 1902 befasste er sich mit der Verbindung von Erzlagerstätten mit magmatischen Gesteinsprovinzen.
1913 war er Vizepräsident und 1921 Präsident der Geological Society of America. Er war einer der Gründer der Zeitschrift Economic Geology. 1905 und 1910 war er Präsident der New York Academy of Sciences und 1912 des American Institute of Mining and Metallurgical Engineers und der Mining and Metallurgical Society. Zudem wurde er 1911 in die National Academy of Sciences und 1921 in die American Academy of Arts and Sciences gewählt.
Er war seit 1889 verheiratet und hatte drei Kinder.

## Schriften
- Ore Deposits of the United States and Canada, 1893, 3. Auflage 1900
- Handbook of Rocks, 1896, 5. Auflage 1911